# Sagnac-effect

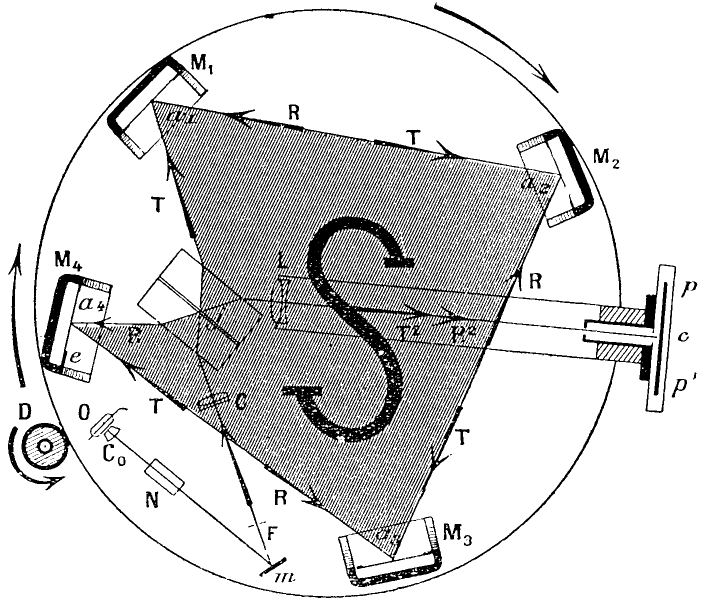
De door Sagnac gebruikte interferometer.

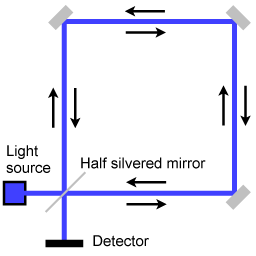
Schema van een Sagnac-interferometer.

Het Sagnac-effect is de faseverschuiving die optreedt als een systeem van twee tegengesteld roterende golven in zijn geheel een rotatie ondergaat. Het is genoemd naar de Franse natuurkundige Georges Sagnac die het effect voorspelde en aantoonde in 1913. Dit effect wordt onder andere gebruikt om rotatie te meten voor navigatiedoeleinden, bijvoorbeeld traagheidsnavigatie met het ringlasergyrokompas of fibre optic gyrokompas. Het is essentieel voor het vaststellen van de duur van de siderische dag in satellietnavigatie zoals gps, GLONASS, COMPASS en Galileo.

## Geschiedenis

### Huygens-Fresnel
De Nederlandse natuurkundige Christiaan Huygens veronderstelde als eerste dat licht uit golven bestaat. Isaac Newton beweerde echter dat licht uit deeltjes bestond. Deze deeltjestheorie werd algemeen aanvaard, tot experimenten van Thomas Young en Augustin Jean Fresnel begin 19e eeuw Huygens' golftheorie bevestigden.
Aangezien golven een medium nodig hebben om zich te verplaatsen, zoals lucht voor geluid en water voor watergolven en deining, dacht men dat voor licht er ook een medium zou zijn: de zogenaamde ether. De aarde zou zich volgens deze theorie door de ether bewegen.

### Maxwell
In 1865 formuleerde James Clerk Maxwell zijn vier natuurkundige wetten van het elektromagnetisme, de theorie van elektrische en magnetische velden en elektromagnetische straling: de Wetten van Maxwell. In 1888 werden deze verder bevestigd door experimenten van Heinrich Hertz. Hieruit bleek dat licht een elektromagnetische golf is. Volgens deze wet planten alle elektromagnetische golven in een vacuüm zich voort met de snelheid c ten opzichte van een stilstaande waarnemer.

### Michelson-Morley
De beweging van de aarde door de ether zou het mogelijk moeten maken om een verschil in de snelheid van het licht te meten. Aangezien de aarde zich rond de zon beweegt, moet er in ieder geval een relatieve beweging ten opzichte van de ether zijn, tenzij de aarde het middelpunt van het heelal zou zijn, een theorie die al eeuwen achterhaald was. Metingen van de lichtsnelheid waren echter dusdanig onnauwkeurig dat een verschilmeting onmogelijk was.
Met het beroemde Michelson-Morley-experiment uit 1887 werd dit probleem opgelost door de lichtgolven met zichzelf te vergelijken. Dit werd gedaan met een interferometer waarbij licht met behulp van spiegels verschillende banen dwars op elkaar volgde. Het licht dat zich in dezelfde richting beweegt als de aarde - die zich met ongeveer 30 km/s rond de zon beweegt - zou een snelheidsverschil moeten hebben ten opzichte van het licht dat zich daar dwars op beweegt. Dit snelheidsverschil zou in de interferometer een faseverschuiving opleveren die zich zou uiten in een verandering van het interferentiepatroon. Deze verschuiving werd echter niet waargenomen, tot verrassing van velen, waaronder Albert Michelson en Edward Morley zelf.

### Sagnac
Nieuwe theorieën moesten dit fenomeen verklaren. George FitzGerald in 1889 en Hendrik Lorentz in 1892 kwamen onafhankelijk van elkaar tot de Lorentz-FitzGerald-contractiehypothese, waarop Albert Einstein later zijn speciale relativiteitstheorie van 1905 baseerde.
Een andere theorie was de emissietheorie van Walter Ritz. Volgens deze theorie is de snelheid van het licht relatief ten opzichte van de snelheid van de lichtbron. In 1913 publiceerde Willem de Sitter de bevindingen van zijn observaties van dubbelsterren. Hij had bij geen van de sterren de optische effecten waargenomen die uit de theorie van Ritz volgden.
Al tussen 1893 en 1896 had Oliver Lodge het idee en de vergelijkingen van het Sagnac-effect. Hij liet een zware schijf roteren boven zijn interferometer die op zandsteen was geplaatst, zodat eventuele ether drag (meesleping van de ether) gedetecteerd kon worden. Ook bij zijn experiment trad geen faseverschuiving op, wat de ether drag-theorie tegensprak.
In 1913 voerde Sagnac zijn experiment uit waarbij hij zijn interferometer zelf liet roteren, met een frequentie 2 Hz (tweemaal rond per seconde). Volgens de emissietheorie van Ritz zou er geen faseverschuiving optreden, aangezien de lichtbron met dezelfde snelheid ronddraaide als de detector. Dat er toch een faseverschuiving werd waargenomen betekende samen met de bevindingen van De Sitter het einde van de emissietheorie.
Sagnac had de faseverschuiving juist wel verwacht, op basis van de klassieke natuurkunde. Hij beschouwde zijn resultaten als een bewijs van het bestaan van de ether. Speciale relativiteit en algemene relativiteit impliceren echter evenzeer dat het Sagnac-effect zal optreden. Met andere woorden, het Sagnac-effect is zo fundamenteel dat het een gemeenschappelijk fenomeen is van klassieke mechanica en relativistische mechanica.
Achteraf bleek dat Franz Harress het effect al in 1911 had waargenomen tijdens onderzoek naar Fresnel drag (meesleping van licht, toen door bewegend glas), maar hij schreef het effect aan iets anders toe. Uit zijn experimenten bleek wel dat het effect niet beïnvloed werd door lichtbreking.

### Michelson
In 1925 had Michelson samen met Henry Gale een interferometer gebouwd bij Clearing, Illinois in de Verenigde Staten om de aardrotatie te meten. De afmetingen waren 612 bij 339 meter, waarbij gebruik werd gemaakt van waterleidingpijpen met een diameter van 30 cm die waren leeggepompt tot een vacuüm van 12 mm kwikdruk. Het experiment bevestigde de verwachte verschuiving van het interferentiepatroon overeenkomend met de aardrotatie.

### Laser
Met de uitvinding van de laser in 1960 kreeg de optische Sagnac-interferometrie een nieuwe impuls. Militaire en commerciële toepassingen - zoals het ringlasergyrokompas en later het fibre optic gyrokompas, onder andere voor gebruik in traagheidsnavigatie - zorgden voor een enorme technische vooruitgang.
Opvallend hierbij is dat Sagnac zelf al toepassingen zag voor het naar hem vernoemde effect voor navigatiedoeleinden. Met behulp van drie interferometers - met een oppervlakte van tientallen vierkante meters - zouden de drie rotatie-assen gemeten kunnen worden, het slingeren, stampen en gieren.

## Werking

Een lichtstraal komt van links en wordt in P gesplitst in twee aparte bundels die een ring doorlopen: een loopt met de klok mee, de andere tegen de klok in. Tegelijkertijd draait de ring met de klok mee, zodat het punt P draait naar positie P'.

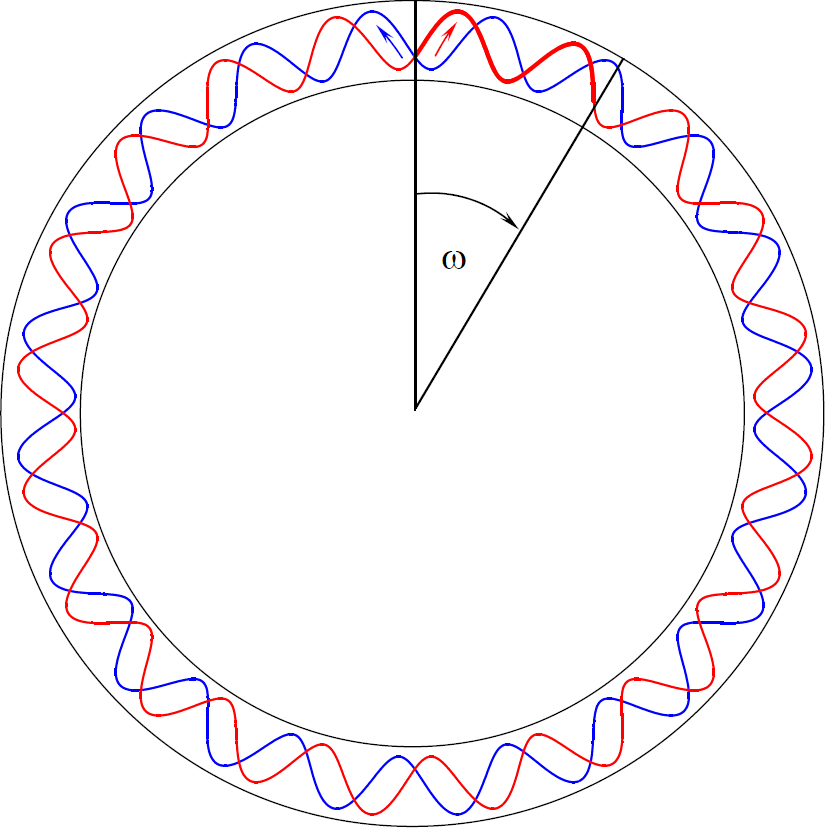
Een waarnemer die niet meedraait met de interferometer neemt geen frequentieverandering waar, alleen het faseverschil. De lichtstraal die in dezelfde richting draait als de interferometer, rood in dit voorbeeld, moet een langere weg afleggen dan de tegengesteld draaiende lichtstraal, blauw in dit voorbeeld. De hoekverandering is hier overdreven groot getoond.

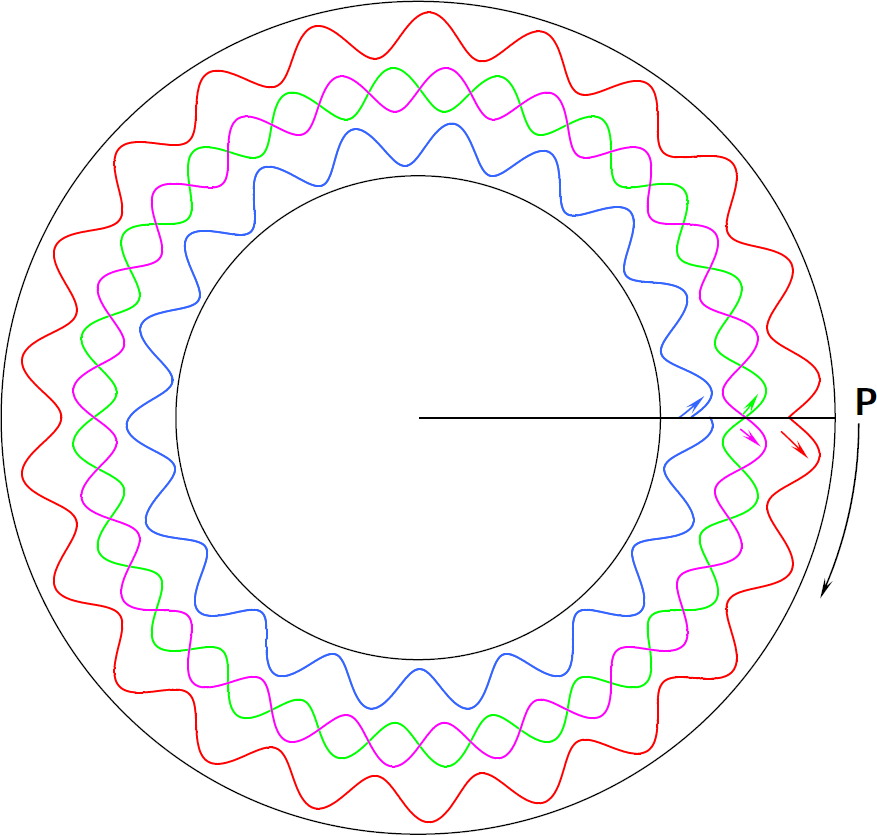
Een meedraaiende waarnemer merkt niet alleen een faseverschuiving op, maar ook een frequentieverandering. De lichtstraal die in dezelfde richting draait als de interferometer moet een langere weg afleggen en krijgt een lagere frequentie (ondervindt een roodverschuiving). De tegengesteld draaiende lichtstraal legt een kortere weg af en krijgt een hogere frequentie en ondergaat dus een blauwverschuiving. Paars en groen zijn de lichtstralen bij een stilstaande interferometer.

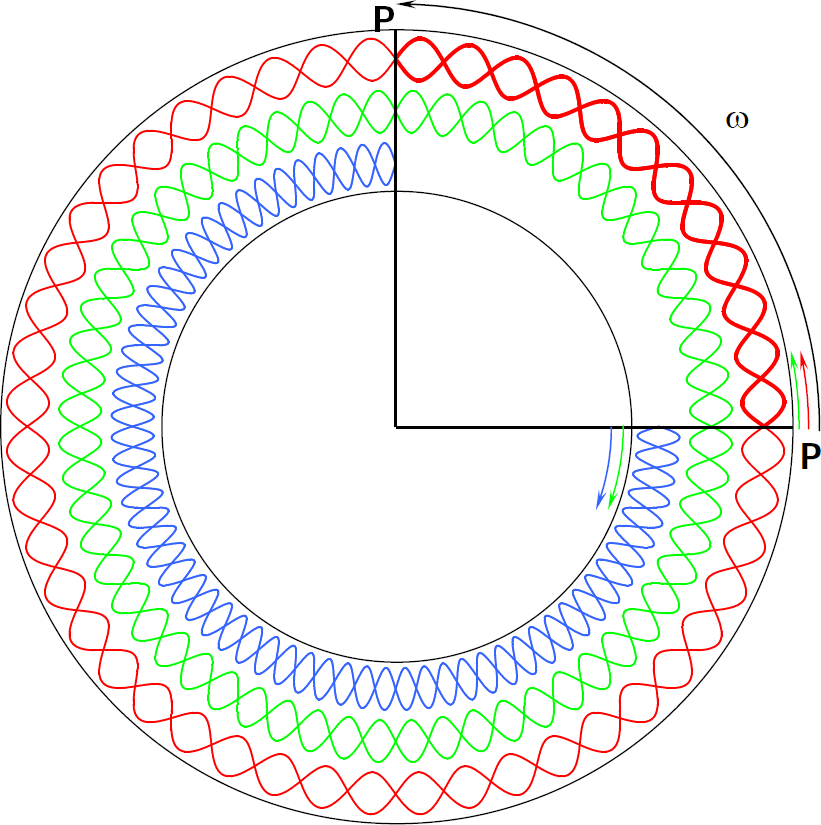
De groene staande golf wordt waargenomen bij een stilstaande ring en door een stilstaande waarnemer. Een meedraaiende waarnemer zal twee verschillende frequenties waarnemen zodra de ring roteert. Er treedt door het Doppler-effect een roodverschuiving op bij het licht dat zich in dezelfde richting beweegt als de ring. Het licht dat zich in tegengestelde richting beweegt, ondervindt een blauwverschuiving.

Het Sagnac-effect treedt op in een draaiende Sagnac-interferometer. Voor rekenkundig gemak wordt er in dit voorbeeld van uitgegaan dat het licht volgens een ring loopt: in het echt loopt licht langs een rechte lijn. Vanuit een lichtbron komt een lichtstraal met golflengte λ (la(m)bda) in de ring bij punt P waar hij gesplitst wordt in beide richtingen. Als de ring stilstaat, is de af te leggen afstand gelijk voor beide lichtstralen, zodat ze beide tegelijk bij P aankomen en de ring weer verlaten zonder faseverschuiving: de golven blijven in de pas lopen.
Als de ring bijvoorbeeld in de richting van de klok beweegt, dan zal de lichtstraal die in dezelfde richting beweegt een grotere afstand tot P' afleggen dan de lichtstraal die zich in de tegengestelde richting beweegt: P' kwam die straal tegemoet. Hierdoor hebben de lichtstralen in P' een faseverschil φs (phi), het Sagnac-effect.

### Faseverschuiving
Het licht dat zich in dezelfde draairichting beweegt als de ring, legt een iets langere weg af dan het licht dat zich in de tegenovergestelde richting beweegt. Het komt dus later in P aan.
De ring draait met hoeksnelheid ω (omega). We geven grootheden die slaan op de beweging met de klok mee aan met een +, en de andere draairichting met een -. Op het moment dat de lichtstralen weer in P (nu P') aankomen, hebben ze een verschillende hoek afgelegd. De lichtstraal die met de klok meeloopt moet een grotere hoek {\displaystyle \varphi _{+}} afleggen dan de lichtstraal die de andere kant oploopt: die legt {\displaystyle \varphi _{-}} af. De reistijden van de lichtstralen in beide richtingen zijn respectievelijk {\displaystyle t_{+}} en {\displaystyle t_{-}}:
{\displaystyle \varphi _{+}=2\pi +\alpha _{+}=\left({\frac {c}{R}}\right)\cdot t_{+}}
{\displaystyle \varphi _{-}=2\pi -\alpha _{-}=\left({\frac {c}{R}}\right)\cdot t_{-}}
met {\displaystyle c} als lichtsnelheid en {\displaystyle R} als straal van de ring
waarbij:
{\displaystyle \alpha _{+}=\omega \cdot t_{+}}
{\displaystyle \alpha _{-}=\omega \cdot t_{-}}
Dit geeft voor de reistijden van de lichtstralen:
{\displaystyle t_{+}={\frac {2\pi \cdot R}{c-\omega \cdot R}}}
en
{\displaystyle t_{-}={\frac {2\pi \cdot R}{c+\omega \cdot R}}}
Aangezien de lineaire snelheid van de ring {\displaystyle v=\omega \cdot R} volgt hieruit:
{\displaystyle t_{+}-t_{-}={\frac {4\pi \cdot R^{2}\cdot \omega }{c^{2}-v^{2}}}}
Het verschil in afgelegde afstand is:
{\displaystyle \Delta L=c\cdot (t_{+}-t_{-})}
De faseverschuiving, de Sagnac-fase, is:
{\displaystyle \varphi _{s}={\frac {2\pi \cdot \Delta L}{\lambda }}={\frac {8\pi ^{2}\cdot R^{2}\cdot \omega }{c^{2}-v^{2}}}\cdot {\frac {c}{\lambda }}}
Doordat de snelheid van de ring veel kleiner is dan de lichtsnelheid, dus {\displaystyle \omega \cdot R<<c}, geldt in goede benadering:
{\displaystyle \varphi _{s}={\frac {8\pi ^{2}\cdot R^{2}\cdot \omega }{c\cdot \lambda }}={\frac {4\pi \cdot R\cdot L}{c\cdot \lambda }}\cdot \omega ={\frac {8\pi \cdot A}{c\cdot \lambda }}\cdot \omega }
waar gebruikt is dat
{\displaystyle L=2\pi \cdot R}
en het oppervlak van de ring (area A)
{\displaystyle A=\pi \cdot R^{2}={\frac {R\cdot L}{2}}}
De formule voor de faseverschuiving {\displaystyle \varphi _{s}} geldt ook voor interferometers waarbij het licht een driehoekig of rechthoekig pad volgt, als de oppervlakte van de driehoek of vierkant ingevuld wordt.

### Ringlaser
Bij een interferometer wordt het licht van buitenaf in de interferometer gebracht. Bij een ringlaser is de lichtbron, een laser, in de ring opgenomen. De ring is gevuld met een medium, over het algemeen een helium-neon mengsel, zodat deze geheel als trilholte fungeert. Als gevolg van de eigenschappen van een laser moet er een geheel aantal golflengtes in de trilholte passen en zal er een staande golf in de ring ontstaan.
Voor een stilstaande (stationaire) waarnemer zal er niets veranderen aan de staande golf als de ring draait. In tegenstelling tot bij een interferometer treedt er geen faseverschuiving op: het aantal golflengtes in de ring blijft gelijk. Voor een meedraaiende waarnemer verandert de frequentie. Het licht dat in dezelfde richting beweegt als de ring, legt een kortere weg af, zodat de golflengte kleiner wordt. Er treedt een blauwverschuiving op. Het licht dat zich in de tegengestelde richting beweegt, legt een langere weg af, zodat de golflengte langer wordt. Er treedt een roodverschuiving op.
Als de beide lichtstralen samengevoegd worden, geeft het verschil in frequentie een zweving.
Aangezien de afgelegde afstand voor constructieve interferentie - de golven van beide lichtstralen lopen in de pas als ze elkaar ontmoeten - een geheel aantal golflengtes moet zijn, geldt:
{\displaystyle n\cdot \lambda =L}
waarbij {\displaystyle n} een geheel getal is. Als de afgelegde afstand verandert met {\displaystyle \Delta L} dan verandert de golflengte met:
{\displaystyle \Delta \lambda ={\frac {\Delta L}{n}}={\frac {\lambda \cdot \Delta L}{L}}}
De frequentieverandering is:
{\displaystyle \Delta f={\frac {\Delta v}{v}}={\frac {\Delta \lambda }{\lambda }}={\frac {\Delta L}{L}}}
Aangezien de twee lichtstralen dezelfde frequentieverandering ondergaan, maar in tegengestelde richting, wordt de zwevingsfrequentie:
{\displaystyle f={\frac {4\cdot \omega \cdot A\cdot v}{c\cdot L}}\approx {\frac {4\cdot A\cdot \omega }{\lambda \cdot L}}}
De resonantie conditie is:
{\displaystyle \Delta \omega \approx {\frac {\omega \cdot \Delta L}{L}}}
Doordat de frequentie van licht extreem hoog is, is dit frequentieverschil aanmerkelijk groter dan het verschil in afgelegde afstand. Hierdoor is de schaalfactor voor een ringlaser veel groter dan die van een Sagnac-interferometer.

## Universaliteit van het Sagnac-effect
De universaliteit van het Sagnac-effect blijkt uit het feit dat het niet alleen opgaat voor licht en andere elektromagnetische golven. In experimenten is aangetoond dat het ook geldt voor Cooper-paren (1965), neutronen (1984), 40Ca-atomen (1991), elektronen (1993), superfluïde vloeistoffen en ionen (1997).
De Compton golflengte is:
{\displaystyle \lambda _{c}={\frac {h}{m\cdot c}}}
waarbij h de constante van Planck is en {\displaystyle m} de rustmassa is van een deeltje. Ingevuld in de eerdere formule van het Sagnac-effect geeft dat:
{\displaystyle \varphi _{s}={\frac {8\pi \cdot m\cdot A}{h}}\cdot \omega }
Door het enorme verschil in massa met fotonen is de schaalfactor veel groter dan bij optische interferometers.